# IceSword
 (août 2025).
Si vous disposez d'ouvrages ou d'articles de référence ou si vous connaissez des sites web de qualité traitant du thème abordé ici, merci de compléter l'article en donnant les références utiles à sa vérifiabilité et en les liant à la section « Notes et références ».
IceSword (IS) est un antirootkit (ARK) gratuit et un utilitaire multifonctions développé à partir de fin 2005.

## Description
IceSword, qui utilise un service en mode noyau, peut être considéré comme un gestionnaire de tâches évolué ayant la capacité de lister les fichiers cachés et d'intervenir dans certains cas d'intrusion.

## Caractéristiques
- IceSword fonctionne sous Windows XP. Depuis janvier 2007, il est adapté à Windows Vista.
- IS utilise un seul processus IceSword.exe, un driver IsDrv1xx.sys et une bibliothèque logicielle IceSword110.dll. Il ne requiert pas d'installation au sens habituel. Pour son driver sdrv1xx.sys, IS implante cependant une clé « Legacy » dans la base de registre : [HKLM] [SYSTEM] [ControlSetxxx] [Enum] [Root].
- Essentiellement, IS compare les API originales de Windows avec celles en fonction au moment de l'analyse pour déterminer quelles sont les atteintes à l'intégrité du système (crochetages par exemple).
- Depuis la version 1.20, les performances de IS ont été améliorées grâce à l'implantation du système FileReg qui permet d'accéder directement au niveau le plus bas du disque.
- Suivant les activités qu'il doit analyser, IceSword peut occuper entre moins de 4 Mo et environ 16 Mo de mémoire en crête.